# Jelena Karpowa
Jelena Wiktorowna Karpowa (ros. Елена Викторовна Карпова; ur. 14 czerwca 1980 w Leningradzie) – rosyjska koszykarka, występująca na pozycjach silnej skrzydłowej lub środkowej, reprezentantka kraju, multimedalistka międzynarodowych imprez koszykarskich.

## Osiągnięcia
Na podstawie, o ile nie zaznaczono inaczej.
Drużynowe
- Mistrzyni:
  - Polski (1998, 1999)
  - Słowacji (2001)
  - Rosji (2009)
- Wicemistrzyni:
  - Rosji (2005)
  - Włoch (2002)
  - Czech (2008)
- 3. miejsce w Eurolidze (2009)[3]
- Zdobywczyni pucharu:
  - Ronchetti (2002)
  - Rosji (2009)
- Finalistka Pucharu Włoch (2002)

### Reprezentacja
Seniorska
- Wicemistrzyni:
  - świata (2006)[4]
  - Europy (2001, 2005)[5][6]
- Brązowa medalistka olimpijska (2004)[7][8][9][10]
  - uniwersjady (1999)
- Uczestniczka kwalifikacji do Eurobasketu (2001, 2003)

Młodzieżowe
- Mistrzyni Europy:
  - U–20 (2000)[11]
  - U–16 (1995)[12]
- Brązowa medalistka mistrzostw Europy U–18 (1998)[13]
- Uczestniczka:
  - mistrzostw świata U–19 (1997 – 5. miejsce)[14]
  - kwalifikacji do Eurobasketu U–20 (2000)